# Taça Santos Dumont
La Taça Santos Dumont es un torneo de fútbol de Río de Janeiro creado en 2013, que se realiza en anexo al Campeonato Carioca Serie A2 como su primer turno. Es administrado por la Federação de Futebol do Estado do Rio de Janeiro (FERJ).

## Historia
Con el cambio del reglamento de la competición hecha en arbitral realizado el 21 de noviembre de 2012, quedó definida la creación de la Taça Santos Dumont que será el  primer turno del Campeonato Carioca Segunda División. El objetivo de la FERJ es estandarizar todas las divisiones.
La primera edición de la Copa Santos Dumont fue realizada en el año 2013 y la fórmula permanece hasta 2016, cuando va a ocurrir un nuevo arbitral para la definición del reglamento de los dos años subsiguientes, pudiendo o no permanecer este formato en las demás temporadas.

## Lista de campeones
| Año  | Campeón               | Subcampeón       |
| ---- | --------------------- | ---------------- |
| 2013 | Bonsucesso            | Cabofriense      |
| 2014 | Barra Mansa           | Olaria           |
| 2015 | Portuguesa            | Americano        |
| 2016 | Nova Iguaçu           | Itaboraí         |
| 2017 | Goytacaz              | Audax Rio        |
| 2018 | Americano             | Tigres do Brasil |
| 2019 | América               | Bonsucesso       |
| 2020 | Nova Iguaçu           | Sampaio Corrêa   |
| 2021 | Audax Rio             | Artsul           |
| 2022 | Volta Redonda         | Macaé            |
| 2023 | Gonçalense/Petrópolis | Sampaio Corrêa   |
| 2024 | Maricá                | Olaria           |

## Títulos por equipo
| Club             | Títulos | Subtítulos | Años campeón |
| ---------------- | ------- | ---------- | ------------ |
| Nova Iguaçu      | 2       | 0          | 2016, 2020   |
| Bonsucesso       | 1       | 1          | 2013         |
| Americano        | 1       | 1          | 2018         |
| Audax Rio        | 1       | 1          | 2021         |
| Barra Mansa      | 1       | 0          | 2014         |
| Portuguesa       | 1       | 0          | 2015         |
| Goytacaz         | 1       | 0          | 2017         |
| América - RJ     | 1       | 0          | 2019         |
| Volta Redonda    | 1       | 0          | 2022         |
| Gonçalense       | 1       | 0          | 2023         |
| Maricá           | 1       | 0          | 2024         |
| Sampaio Corrêa   | 0       | 2          | -            |
| Cabofriense      | 0       | 1          | -            |
| Olaria           | 0       | 2          | -            |
| Itaboraí         | 0       | 1          | -            |
| Tigres do Brasil | 0       | 1          | -            |
| Artsul           | 0       | 1          | -            |
| Macaé            | 0       | 1          | -            |